# Парламентские выборы в Люксембурге (2004)
Парламентские выборы в Люксембурге 2004 года проходили 13 июня одновременно с выборами в Европейский парламент. На них на 5-летний срок были избраны 60 членов Палаты депутатов Люксембурга.
Победу на выборах вновь одержала Христианско-социальная народная партия премьер-министра страны Жан-Клод Юнкер, получив 24 места, увеличив своё представительство на 5 мест. ХСНП образовала коалиционное правительство с вышедшей на 2-е место ЛСРП, сменив коалиционного партнёра (ранее коалиция была сформирована с ДП). Жан-Клод Юнкер вновь стал премьер-министром Люксембурга.

## Результаты
Результаты парламентских выборов в Люксембурге 13 июня 2004
| Партия                               | Партия                                              | Голоса    | %*   | Места | Изменение |
| ------------------------------------ | --------------------------------------------------- | --------- | ---- | ----- | --------- |
|                                      | Христианско-социальная народная партия              | 1,103,825 | 36.1 | 24    | +5        |
|                                      | Люксембургская социалистическая рабочая партия      | 784,048   | 23.4 | 14    | +1        |
|                                      | Демократическая партия                              | 460,601   | 16.1 | 10    | –5        |
|                                      | Зелёные                                             | 355,895   | 11.6 | 7     | +2        |
|                                      | Альтернативная демократическая реформистская партия | 278,792   | 10.0 | 5     | –2        |
|                                      | Левые                                               | 62,071    | 1.9  | 0     | –1        |
|                                      | Коммунистическая партия Люксембурга                 | 35,524    | 0.9  | 0     | новая     |
|                                      | Свободная партия                                    | 1,925     | 0.1  | 0     | новая     |
| Недействительных/пустых бюллетеней   | Недействительных/пустых бюллетеней                  | 11,182    | –    | –     | –         |
| Всего                                | Всего                                               | 200,092   | 100  | 60    | 0         |
| Зарегистрированных избирателей*/Явка | Зарегистрированных избирателей*/Явка                | 217,683   | 91.9 | –     | –         |
| Источник: Nohlen & Stöver            |                                                     |           |      |       |           |

* Доля голосов не соответствует количеству поданных голосов, так как избиратели из различных округов имеют различное количество бюллетеней. Доля голосов рассчитывается на основе пропорции голосов в каждом отдельном округе.